# Arnaud Séka
Arnaud Séka (Abomey, 30 de outubro de 1985) é um futebolista beninense que atua como meia.

## Carreira
Arnaud Séka representou o elenco da Seleção Beninense de Futebol no Campeonato Africano das Nações de 2010.